# Naiqiong
Naiqiong (kinesiska: 乃琼, 乃琼镇) är en köping i Kina. Den ligger i den autonoma regionen Tibet, i den sydvästra delen av landet, omkring 14 kilometer väster om regionhuvudstaden Lhasa. Antalet invånare är 11 485. Befolkningen består av 5 608 kvinnor och 5 877 män. Barn under 15 år utgör 20,0 %, vuxna 15-64 år 74 %, och äldre över 65 år 4,0 %.
Genomsnittlig årsnederbörd är 847 millimeter. Den regnigaste månaden är juli, med i genomsnitt 258 mm nederbörd, och den torraste är december, med 2 mm nederbörd.